# El-Lisht
El-Lisht (Egyptisch: Itji-taoei) is een dorp in Egypte. Het herbergt een Oud-Egyptische archeologische site met bouwwerken uit het Middenrijk. De plek ligt tussen Memphis en de Fajoem.

## Historie
Farao Amenemhat I van de 12e dynastie van Egypte was degene die de hoofdstad van Egypte verplaatste van Thebe naar Itjtawy, een nieuwe stad die hij ergens tussen Memphis en de Fajoem liet bouwen. De stad is tot op heden niet gevonden, maar de aan de stad gerelateerd begraafplaats die bekendstaat onder de naam el-Lisht wel. Waarschijnlijk lag Itjtawy ten oosten van het piramideveld van el-Lisht.

## Bezienswaardigheden
De twee belangrijkste monumenten van el-Lisht zijn de piramides van Amenemhat I en die van zijn zoon Senoeseret I, die omringd worden door kleinere piramides en mastaba's van andere leden van het koninklijk huis en hoge ambtenaren, en de graven van het gewone volk.

### Ten noorden
- Piramide van Amenemhat I
- Graf 384 van Rehoe-erdjersen
- Graf 400 van Intefiqer
- Graf 470 van Senimeroe
- Graf 493 van Nacht
- Graf 758 van de priester Senoeseret, en een ongeplunderde tombe van Senebtisi
- Graf 954
- Graf 956

### Ten zuiden
- Piramide van Senoeseret I
- Graf van Senoeseret-Anch (priester van Ptah)
- Graf van Senoeseret (hofmeester), en een ongeplunderde tombe van Hapy
- Graf van Intef
- Zogenaamd "Franse Graf"
- Graf van Imhotep (beambte)
- Graf van Mentoehotep (schatmeester)
- Graf "Khor A"
- Graf "Khor B"
- Tombe A
- Graf van Djehoeti
- Graf van Ipi
- Tombe D
- Tombe E
- Graf van Sehotep-ib-ra-anch
- Ommuring van een graf

De monumenten van el-Lisht zijn onderzocht door expedities van het Institut français d'Archéologie orientale (1894-1895) en het Metropolitan Museum of Art in New York (1906-1934).